# 캘리 손
캘리 손(Callie Thorne, 1969년 11월 20일 ~ )은 미국의 배우이다.

## 출연 작품
- 애프터 에브리씽 (2018, After Everything)
- 비 어프레이드 (2017)
- 나이스 가이 자니 (2010)
- 웰컴 투 아카데미아 (2009)
- 내가 찍은 그녀는 최고의 슈퍼스타 (2006)
- 데이빗 & 레일라 (2005)
- 스트레인저스 위드 캔디 (2005)
- 디스 이즈 낫 어 필름 (2003)
- 워싱턴 하이츠 (2002)
- 애널라이즈 댓 (2002)
- 사이드워크 오브 뉴욕 (2001)
- 위트 (2000)
- 넥스트 스톱 원더랜드 (1998)
- 터뷸런스 (1997)

### 텔레비전
- American Experience (2001-10) - 다큐멘터리
- 더 와이어 (2002-08)
- 성범죄수사대: SVU (2003-21)
- 레스큐 미 (2004-11)
- ER (2005-06)
- 프리즌 브레이크 (2006-08)
- 번 노티스 (2009-10)
- 네세서리 러프니스 (2011-13)